# 음력 7월 10일
음력 7월 10일은 음력 7월의 10번째 날이다.

## 문화
- 2014년 - 경기도 일산에서 한국교육방송공사 신사옥 기공.

## 탄생
- 1879년 - 한국의 독립운동가 김창숙.
- 1990년 -
  - 대한민국의 가수 강예슬.
  - 대한민국의 가수 케빈 오.
- 2000년 -
  - 대한민국의 배우 김향기.
  - 대한민국의 리그 오브 레전드 프로게이머 고리.
  - 대한민국의 쇼트트랙 선수 김건희.
  - 대한민국의 야구 선수 송명기.

## 사망
- 1420년 - 조선 태종비 원경왕후 민씨.

## 같이 보기
- 음력 360일: 1월 2월 3월 4월 5월 6월 7월 8월 9월 10월 11월 12월
- 전날:7월 9일 다음날:7월 11일 - 전달:6월 10일 다음달:8월 10일
- 양력:7월 10일
- 음력, 윤달